# شهرستان یلانسکی
شهرستان یلانسکی (به لاتین: Yelansky District) یک شهرستان در روسیه است که در استان ولگوگراد واقع شده‌است.